# 三田アパートメント

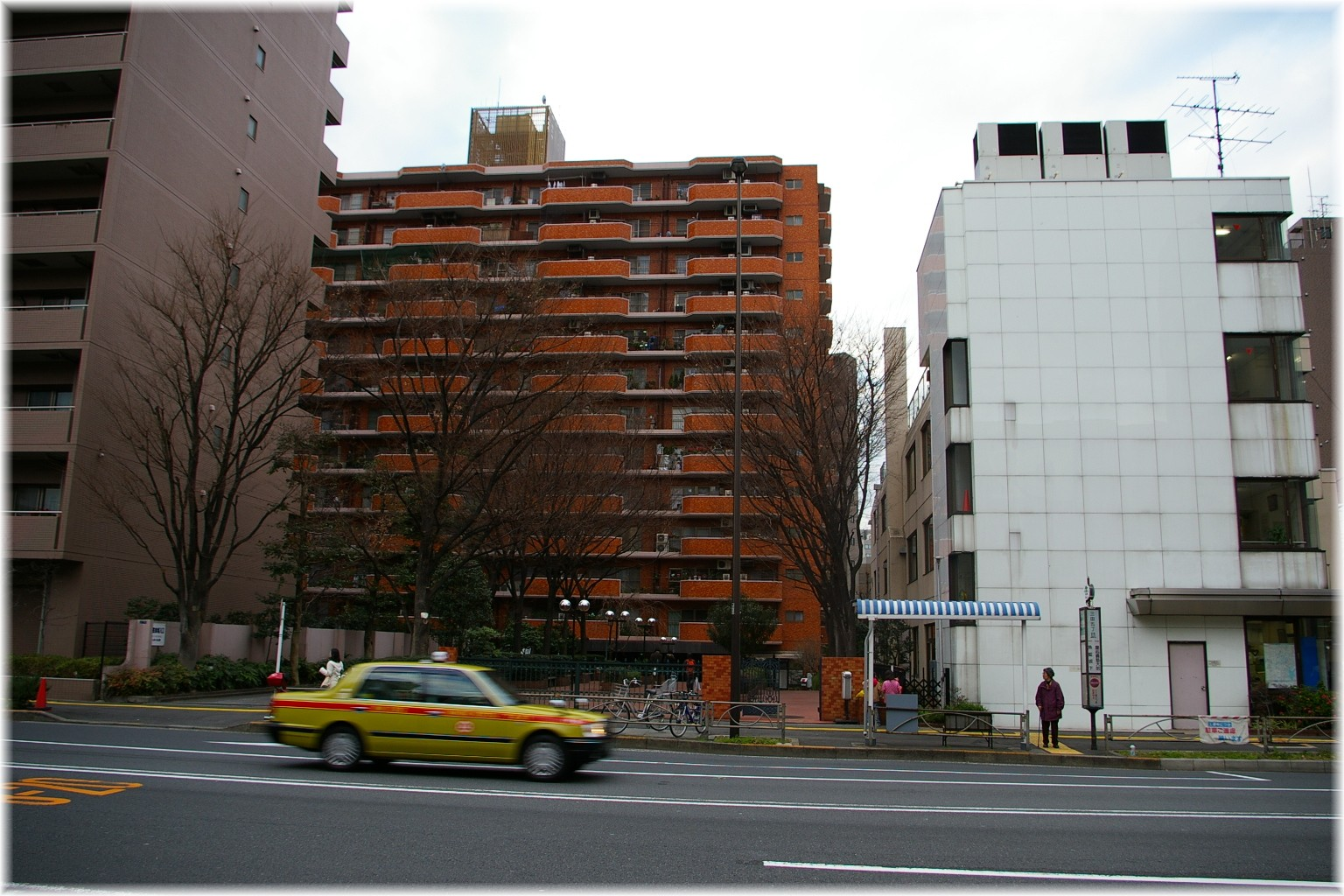
現跡地

三田アパートメント（みたアパートメント）は、東京都港区三田5丁目7番地に存在していた同潤会アパートである。

## 概要
1928年（昭和3年）に芝区豊岡町（現・港区三田）に建設された。立地条件の良さとスペイン風の回廊が当時モダンな雰囲気を醸し出しており、1階は井戸も敷設されていた。しかしながら、個々の部屋面積が小さい、風呂がない等の条件で不動産価値が下がっていき、老朽化を理由に1970年代に取り壊された。
跡地は「シャンボール三田」として建て替えられ、地権者の一部は「シャンボール三田」の一室と等価交換で交渉が成立した。同所は現在「シャンボール三田」の通用路および福祉会館に転用されている。